# Obidosus amplichelis
Obidosus amplichelis is een hooiwagen uit de familie Stygnidae. Een volgende naamrecombinatie werd gepubliceerd als Protimesius amplichelis (Roewer, 1931), maar werd vervolgens teruggedraaid.